# Manfred Kölly
Manfred Kölly (* 21. Juli 1954 in Deutschkreutz) ist ein Unternehmer und österreichischer Politiker (HAUS, früher FPÖ, Freie Bürgerliste und Liste Burgenland). Er war von 2002 bis September 2021 Bürgermeister der Gemeinde Deutschkreutz. Von 2000 bis 2005 und von 2010 bis 2020 war er Abgeordneter zum Burgenländischen Landtag.

## Leben
Manfred Kölly besuchte die Hauptschule, absolvierte eine kaufmännische Lehre und arbeitete als Prokurist bei einer Eisen- und Baustoffhandlung. Er ist verheiratet und hat zwei Kinder.

## Politik
Kölly begann seine politische Karriere in der Gemeinde Deutschkreutz, wo er 1992 als Vertreter der FPÖ in den Gemeinderat einzog. 1997 wurde Kölly in den Gemeindevorstand gewählt. Bei den Gemeinderatswahlen 2002 erzielte Kölly mit der FPÖ 24 % der Stimmen. Er selbst wurde bei den gleichzeitig abgehaltenen Bürgermeisterdirektwahlen mit 58 % zum Bürgermeister von Deutschkreutz gewählt. Kölly war dabei der einzige FPÖ-Bürgermeister im Burgenland.
Kölly war zu dieser Zeit auch Abgeordneter im Landtag und Klubchef der FPÖ. Bei der Landtagswahl im Burgenland 2005 verlor die FPÖ jedoch zwei ihrer vier Mandate und Kölly schied als Listendritter aus dem Landtag aus. Bei den Wahlen hatte Kölly mit 2.953 Vorzugsstimmen die höchste Vorzugsstimmenzahl der FPÖ-Kandidaten erhalten.
Im März 2007 gründete Kölly die „Freie Bürgerliste – Manfred Kölly“, der alle FPÖ-Gemeinderäte von Deutschkreutz sowie weitere Funktionäre beitraten. Der ehemalige FPÖ-Parteiobmann Wolfgang Rauter gründete zwei Tage später die Plattform Freie Bürgerliste, der sich auch Kölly anschloss. Bei den Gemeinderatswahlen im Oktober 2007 erzielte Kölly mit seiner Freien Bürgerliste 38,7 % und wurde mit zehn Mandaten stärkste Kraft im Deutschkreutzer Gemeinderat. Die Bürgermeisterdirektwahlen gewann Kölly mit 60,7 %.
Bei der Nationalratswahl 2008 trat Kölly für die Liste Fritz Dinkhauser an, bei der Nationalratswahl 2017 kandidierte er für die Freie Liste Österreich (FLÖ), und bei der Nationalratswahl 2024 trat er für „Die GELBEN“ (BGE) an.
Nachdem Kölly 2007 und 2012 im Amt des Bürgermeisters bestätigt wurde, trat er 2017 erneut zur Wahl an. Am 1. Oktober erhielt Kölly bei den Gemeinderats- und Bürgermeisterwahlen eine Mehrheit von 59,9 Prozent der Wählerstimmen. Der Ortsverband der ÖVP hat das Resultat jedoch angefochten und den Verdacht der Wahlmanipulation geäußert. Der Verband beanstandete 223 Wahlzettel. Am 4. Mai 2018 beschloss die Landeswahlbehörde in Eisenstadt die Wiederholung der Kommunalwahlen, da es mit sehr hoher Wahrscheinlichkeit zu Manipulationen gekommen sei. Am 9. September 2018 wurden der Gemeinderat und der Bürgermeister neu gewählt. Dabei verlor die LBL ein Mandat, blieb aber mandatsstärkste Fraktion.
Kölly war im Dezember 2020 wegen Amtsmissbrauchs verurteilt worden und musste aufgrund einer bedingten Haftstrafe von 17 Monaten sein Bürgermeisteramt aufgeben. Im September 2021 folgte ihm Andreas Kacsits (ÖVP) als Bürgermeister nach. Bei der Landtagswahl 2025 kandidierte er auf Platz 3 der Liste Hausverstand von Géza Molnár.